# Manduri
Manduri este un oraș în São Paulo (SP), Brazilia.